# Sibur
Sibur est une entreprise russe de pétrochimie fondée en 1995 et basée à Moscou. Elle est le plus grand producteur pétrochimique d'Europe de l'Est et compte plus de 40 000 employés. Sibur est détenu par Gennady Timchenko (actionnaire majoritaire de Novatek) et Leonid Mikhelson (PDG de Novatek). L'ex-gendre de Vladimir Poutine, Kirill Shamalov, détient aussi une partie de son capital.
L'homme politique et ancien Premier ministre français François Fillon a figuré au conseil d'administration de Sibur jusqu'à février 2022.

## Sources
1. ↑  Antoine Izambard, « Dmitry Konov, ex-président du géant russe Sibur, visé par des sanctions européennes », sur Challenges, 30 août 2022 (consulté le 3 novembre 2024)
2. ↑  « François Fillon va quitter le conseil d’administration des entreprises russes Sibur et Zarubezhneft », Le Monde,‎ 25 février 2022 (lire en ligne, consulté le 3 novembre 2024)